# اتحاد غويانا الفرنسية لكرة القدم
تأسس اتحاد جويانا الفرنسية لكرة القدم في عام 1962م وإنضم إلى اتحاد أمريكا الشمالية لكرة القدم في 1964م.